# Allium sipyleum
Allium sipyleum — вид трав'янистих рослин родини амарилісові (Amaryllidaceae), поширений у західній і південній Туреччині.

## Поширення
Поширений у західній і південній Туреччині.
Вид населяє вапнякові щілини гірських порід і в ґрунті, на схилах.